# 金龍煥 (漫画家)
金 龍煥（キム・ヨンファン、김용환、1912年 - 1998年12月1日）は、大韓民国の代表的な時事漫画『コジュブ（코주부）』を創作した漫画家。大韓民国では「漫画の父」と評される存在であるが、日本では北宏二という筆名でおもに挿画家として活動した。

## 生涯
1912年、金海市進永邑に生まれた。父母は果樹園を営んでおり、幼い頃から絵を描くのが好きだったという。勉強が苦手だった彼は、後の東萊高等学校の前身である東萊高等普通学校の入学試験を受けたが、答案用紙に、当時『朝鮮日報』に連載されていた盧壽鉉の漫画『멍텅구리와 윤바람』を描いて提出したのが教師の目にとまり、入学できたという。
高校を卒業した後、東京美術学校への進学を志して1929年に日本に渡り、川端画学校を経て、1931年に私立帝国美術学校（後の武蔵野美術大学の前身）に第1回生として入学し、西洋画を学んだ。同時に、挿画家であった江島武夫の下に弟子入りし、北宏二という名で挿画を連載するようになった。当時は紙芝居も手がけたことがあったとされ、また街頭での似顔絵描きもしていたといい、そうした活動を通じて方定煥や馬海松らの知遇を得たという。北宏二名義で確認されている最初の挿画は、江島武夫も関わっていた『カナイソップ』に1933年に掲載されたものであるが、1934年以降は作風を変え、少年誌『日本少年』などに挿画を発表し、広く名が知られるようになっていった。
その後、美術学校を卒業して大日本雄弁会講談社に入社し、『小公子』の挿画作業に加わった。1938年以降は、『少年倶楽部』などに多くの挿画を発表した。
解放後、ソウルに戻り、『ソウルタイムズ（서울타임즈）』、『中央新聞（중앙신문）』、『東亜日報（동아일보）』などで時事漫評を描いた。『コジュブ』は、1945年9月に創刊された英字日刊紙『ソウルタイムズ』に連載が始められた。金龍煥は、1964年まで、いくつもの新聞社に所属を変えながら『コジュブ』を描き続けた。
1950年に勃発した朝鮮戦争は、金龍煥にとって非常に大きな試練となった。ソウルで朝鮮人民軍に捕えられた金龍煥は、南労党宣伝部に配属され、共産主義宣伝物を作らなければならず、その後、国連軍に捕虜として捕まった後は、逆に対北宣伝物を作らなければならなかった。金龍煥は国連軍の捕虜になった後、米軍情報部隊の取調べを受けて西大門刑務所に収監されたが出所し、朝鮮戦争後の1959年には米軍の要請を受けて再び日本に渡り、「米第七心理戦局視聴覚課」、ないし、「VUNC（国連放送局）視聴覚課」に配属され、『자유의 벗（自由の友）』と題された、大韓民国全国の官公署と学校に毎月配布される米軍広報誌の制作に関わった。
極東司令部から引退した後、『統一日報』の顧問となり、1995年にアメリカ合衆国のロサンゼルスに移民した。1998年12月1日に、カリフォルニア州トーランスの自宅で病死した。

## 作品
金龍煥は、『コジュブ』を筆頭に、いくつもの漫画や民画、挿画を描いた。単行本としては、「홍길동의 모험（仮訳：ホン・ギルドンの冒険）』、『토끼와 원숭이（仮訳：兎と猿）』などがあり、連載としては時事漫画『コジュブ』、『코주부三國志（仮訳：コジュブ三国志）』、『흥부와 놀부（仮訳：フンブとノルブ）』などがある。
このうち、『兎と猿』、『コジュブ三国志』は、登録文化財に登録されている。

### 『コジュブ』
コジュブは、金龍煥が日本に居住していた1940年に『東京朝鮮民報』で初めて創作し、解放後に『ソウルタイムズ』に時事漫画を描くようになった際に、再び登場した。『コジュブ』は金龍煥の最初の漫画であり、代表作でもあった。彼は時事漫画だけでなく、『コジュブ三国志』のような作品でも、コジュブのキャラクターを使用した。
『コジュブ』の連載履歴は次の通りである。
『東京朝鮮民報』：1940年
『ソウルタイムズ』：1945年9月 - 1946年12月
『ソウル新聞』：1952年6月17日 - 10月6日、1964年7月27日 - 9月
『コリアンパブリック（코리안 퍼블릭）』：1953年8月15日 - 1959年12月31日
『平和新聞（평화신문）』：1956年3月7日 - 6月8日

## 『兎と猿』
『兎と猿』は、1946年に発刊された単行本の漫画である。児童文学作家である馬海松の原作を脚色し、漫画として制作したこの本は、大韓民国で初めて単行本の形態で出版された漫画として知られている。
馬海松は、1931年に方定煥が発刊した『어린이（オリニ）：「こども」の意）』に『兎と猿』を連載したが、朝鮮総督府の検閲のため連載を終えずに中断し、解放後にこれを完成した。馬海松の『兎と猿』は、韓国を兎に日本を猿に喩えて、困難な境遇に陥って助けてもらった猿の国が、助けてくれた兎の国を逆に悩ませる、という筋書きだった。
2012年、韓国漫画映像振興院は、芸術品オークション市場に出品されていた金龍煥の『兎と猿』を購入して、一般公開した。

## 影響
金龍煥の『コジュブ』は、以降の韓国の漫画の発展に多くの影響を与えた。2018年、逝去20周忌を迎え、記念展示会と学術大会が開かれた。

## 関連文献
- 부천만화정보센트（富川漫画情報センター）, ed (2005). 三八線 불루스에서 성웅 이순신까지 （三八度線ブルースから聖雄李舜臣まで）. 현실문화연구（現実文化研究）